# Podzvukový letoun

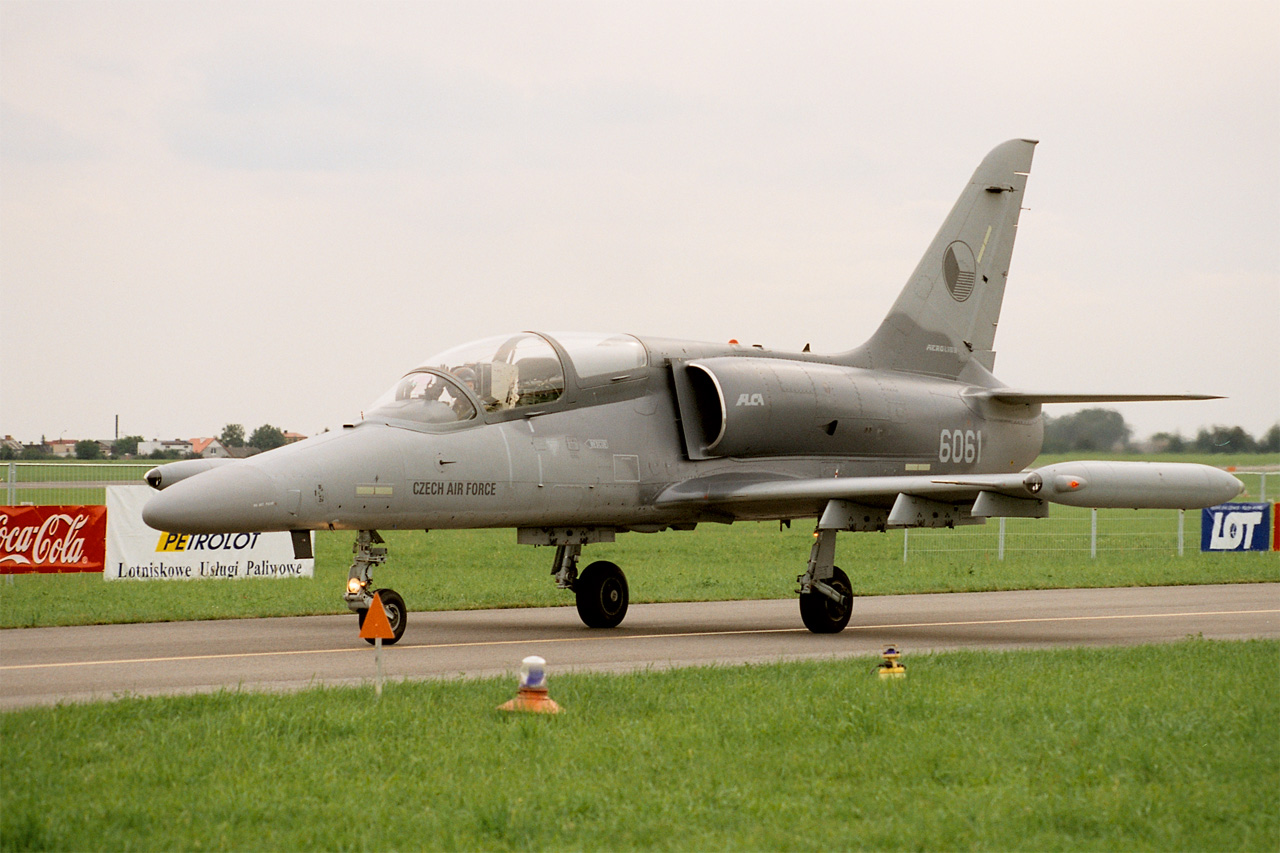
L-159 Alca

Pojem podzvukový letoun označuje takový letoun, jehož maximální rychlost nepřekračuje rychlost zvuku ve vzduchu. 
Příkladem takovéhoto stroje jsou všechny vrtulové letouny, všechny dopravní letouny (po vyřazení Concordu) a část současných bitevních letounů. Z českých bitevních letounů lze jmenovat třeba Aero L-159 Alca, L-39 Albatros nebo L-29 Delfín. 
Letoun, který je schopen se pohybovat rychlostí vyšší než je rychlost zvuku, nebo je schopen překonat zvukovou bariéru se nazývá nadzvukový letoun.